# Côte centrale du Nord
Pour les articles homonymes, voir Côte centrale.

Localisation de la région du Bắc Trung Bộ.

La Côte centrale du Nord (Bắc Trung Bộ en vietnamien) est une région du Viêtnam. Cette région comprend les provinces de Thanh Hóa, Nghệ An, Hà Tĩnh, Quảng Bình, Quảng Trị et Thừa Thiên-Huế.
Ses villes principales sont Huế, Vinh, Đồng Hới, Thanh Hóa, Đông Hà et Hà Tĩnh.
Bắc Trung Bộ possède 3 sites classés au patrimoine mondial : Huế, la Musique du palais royal de Huê, et le Parc national de Phong Nha-Kẻ Bàng.

## Provinces
| Provinces      | Capitale  | Population (2009) | Population (2012) | Superficie (km²) |
| -------------- | --------- | ----------------- | ----------------- | ---------------- |
| Hà Tĩnh        | Hà Tĩnh   | 1 230 300         | 1 230 500         | 6 025,6 km2      |
| Nghệ An        | Vinh      | 2 919 200         | 2 952 000         | 16 490,7 km2     |
| Quảng Bình     | Đồng Hới  | 848 000           | 857 900           | 8 065,3 km2      |
| Quảng Trị      | Đông Hà   | 599 200           | 608 100           | 4 747,0 km2      |
| Thanh Hóa      | Thanh Hóa | 3 405 000         | 3 426 600         | 11 133,4 km2     |
| Thừa Thiên–Huế | Huế       | 1 088 700         | 1 114 500         | 5 062,6 km2      |

## Transport

### Routes
- Route nationale 1A
- Route de Truong Son

### Ports
- Port de Vung Ang
- Port de Bên Thuy
- Port de Hon La
- Port de Thuan An
- Port de Chân Mây

### Aéroports
- Aéroport de Sao Vàng
- Aéroport de Vinh
- Aéroport de Đồng Hới
- Aéroport de Phú Bài